# Neuheun (Batee)
Neuheun is een bestuurslaag in het regentschap Pidie van de provincie Atjeh, Indonesië. Neuheun telt 1407 inwoners (volkstelling 2010).